# Nora Mebarek

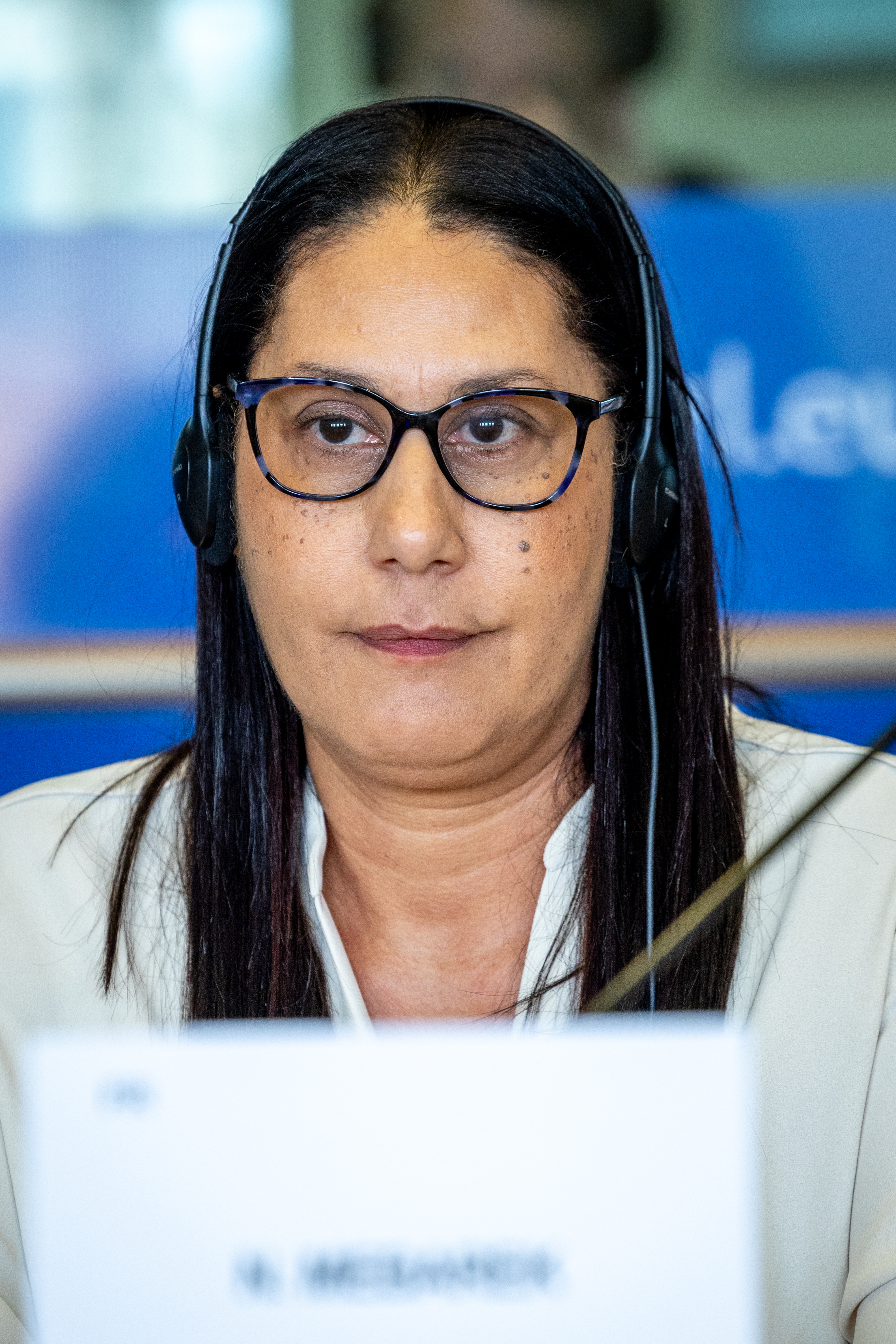
Nora Mebarek (2024)

Nora Mebarek (geboren am 22. Juli 1972 in Port-Saint-Louis-du-Rhône als Nora Makhlouf, auch Mebarek-Makhlouf) ist eine französische Politikerin (PS). Die langjährige Kommunalpolitikerin von Arles gewann bei der Europawahl 2019 ein Mandat für das Europäische Parlament, das sie aufgrund des Brexits erst im Februar 2020 antreten konnte. Sie ist Teil der S&D-Fraktion.

## Leben
Mebarek war 19 Jahre lange in der Kommunalpolitik von Arles tätig, von 2001 bis 2014 war sie stellvertretende Bürgermeisterin des Ortes, von 2001 bis 2020 Stadträtin im gleichen Ort. Parallel dazu war Mebarek von 2014 bis 2020 Vizepräsidentin des Gemeindeverbandes Arles-Crau-Camargue-Montagnette, zuständig für territoriale Solidarität und Stadtpolitik. Ebenso war sie von 2014 bis 2020 Gemeinderätin im Rat des Gemeindeverbandes. Parallel dazu war sie von Februar 2009 bis Februar 2012 im Büro von Michel Vauzelle beim Regionalrat Provence-Alpes-Côte d’Azur tätig.
Abseits der Kommunalpolitik engagierte sich Mebarek auch auf nationaler Ebene in den Gremien der Sozialistischen Partei. Seit mehreren Jahren ist sie Mitglied im nationalen Vorstand (bureau national), im März 2018 wählten die Mitglieder des Ortsverbandes der PS sie zur Generalsekretärin des PS-Verbandes Bouches-du-Rhône. Letztere Funktion plant sie 2021 aufzugeben.
Bei den Parlamentswahlen 2017 kandidierte Mebarek im 16. Wahlkreis von Bouches-du-Rhône, belegte jedoch im ersten Wahlgang mit 5,82 Prozent der Stimmen den fünften Platz. Für die Europawahl 2019 nominierte die PS sie für den 6. Listenplatz der Listenverbindung aus PS, Place publique, Nouvelle Donne und Parti radical de gauche. Die Listenverbindung gewann lediglich 6,2 Prozent der Stimmen (minus 7,8 Prozent im Vergleich zum PS-Ergebnis von 2014) und damit sechs der 79 französischen Mandate. Mebarek gewann das sechste Mandat, das sie jedoch erst nach der Umverteilung der britischen Europaparlamentsmandate im Zuge des Brexits am 1. Februar 2020 annehmen konnte. Sie schloss sich, wie ihre Parteikollegen, der sozialistischen S&D-Fraktion an. Für die Fraktion ist sie Mitglied im Ausschuss für regionale Entwicklung sowie stellvertretendes Mitglied im Ausschuss für Verkehr und Tourismus sowie im Fischereiausschuss.